# Świeciechów
Świeciechów este o arie protejată (sit de importanță comunitară — SCI) din Polonia întinsă pe o suprafață de 130,09 ha, integral pe uscat.

## Localizare
Centrul sitului Świeciechów este situat la coordonatele 50°57′45″N 21°52′01″E / 50.9625°N 21.867°E.

## Înființare
Situl Świeciechów a fost declarat sit de importanță comunitară în octombrie 2009 pentru a proteja 1 specie de plante și 1 specie de animale.

## Biodiversitate
Situată în ecoregiunea continentală, aria protejată conține 2 habitate naturale: Păduri de stejar și carpen Galio-Carpinetum, Păduri mixte riverane de Quercus robur, Ulmus laevis și Ulmus minor, Fraxinus excelsior sau Fraxinus angustifolia, de-a lungul marilor râuri (Ulmenion minoris).
La baza desemnării sitului se află mai multe specii protejate:
- plante (1): papucul doamnei (Cypripedium calceolus)
- amfibieni (1): buhai de baltă cu burta roșie (Bombina bombina)